# لیاندرو باربوسا
لیاندرو باربوسا (انگلیسی: Leandro Barbosa؛ زادهٔ ۲۸ نوامبر ۱۹۸۲) بازیکن تیم ملی بسکتبال برزیل است. از باشگاه‌هایی که در آن بازی کرده‌است می‌توان به فینکس سانز، واشینگتن ویزاردز، پالمیراس، تورنتو رپترز، بوستون سلتیکس، و ایندیانا پیسرز اشاره کرد.